# Pelargonium echinatum
Pelargonium echinatum is een soort uit de ooievaarsbekfamilie (Geraniaceae). Het is een kleine succulente struik, met houtige stengels die bedekt zijn met stekels. Het heeft hartvormig-ovale bladeren met een gekartelde rand. De soort bloeit van mei tot november en heeft witte of roze tot donkerpaarse bloemen. 
De soort komt voor in Zuid-Afrika, in de provincie West-Kaap. Gebieden waar de plant aangetroffen wordt zijn het Richtersveld en verder ook ten noorden van Clanwilliam. De soort groeit in verweerd gesteente, op droge steenachtige hellingen, in de schaduw van struiken of zelfs op kliffen.
... · 
P. echinatum · 
P. graveolens (Rozenpelargonium) · 
P. tongaense · 
...